# Лесокомбината
Лесокомбината — посёлок в составе Минеевского сельсовета в Уренском районе Нижегородской области.

## География
Находится на расстоянии примерно 20 километра по прямой на запад-юго-запад от районного центра города Урень.

## История
Посёлок был основан в 1944 году для управленческого персонала лагпункта № 1, в котором содержались вначале немецкие военнопленные, позже советские заключённые. В посёлке имелась почта, школа, столовая, магазин, детсад и клуб. После исчерпания лесных запасов лагпункт был закрыт. Ещё в 1979 году было 160 жителей и 66 хозяйств.

## Население
Постоянное население составляло 40 человек (русские 97 %) в 2002 году, 21 — в 2010.